# Archives nationales de Catalogne
Pour les articles homonymes, voir Archives nationales (homonymie).
Les Archives nationales de Catalogne (Arxiu Nacional de Catalunya, ANC) est un organisme de la généralité de Catalogne créé par le décret du 28 novembre 1980. Situé à Sant Cugat del Vallès, ce sont les archives officielles du gouvernement catalan. Elles conservent des documents à la fois du gouvernement et privé, relatifs à la société, la politique, l'économie et l'histoire de Catalogne.
En tant qu'archive historique du gouvernement, l'ANC recueille, conserve et diffuse les documents les plus pertinents de activités politiques et administratives de la Catalogne, que ce soit des ministères, des institutions et des entreprises qui composent le gouvernement de la Catalogne.
Depuis juin 2020, les Archives nationales de Catalogne publient un balado mensuel « Sentir l'Arxiu. El pòdcast de l'Arxiu Nacional ».

## Histoire
La responsabilité de développer le patrimoine culturel Catalan a été lancé par la mancommunauté de Catalogne, et suivi, à partir de 1931, par le Ministère de la Culture de la Catalogne. La même année, une proposition pour la création d'Archives nationales de la Catalogne a été faite par la conférence des Archives, des Bibliothèques et des Beaux-Arts, mais ce n'est qu'en 1936 que les nouvelles archives sont devenues une réalité. Deux ans avant, en conséquence du transfert de compétences du gouvernement de l'Espagne à la Généralité, la propriété des archives de la Diputació del Général avait été transférée au gouvernement catalan.
Le 29 septembre 1936, un décret signé par Josep Tarradellas i Joan indiquait que les archives devait s'installer dans le palais épiscopal de Barcelone. Par la suite, en 1938, dans le contexte de la guerre d'Espagne, les Archives nationales de Catalogne ont été déplacées au monastère de Pedralbes, jusqu'à ce que les documents soient répartis dans toute la Catalogne, afin de les sauver de la menace de la guerre.
Une fois la guerre terminée, le Franquisme a confisqué tous les documents, connus à partir de ce moment comme les  papiers de Salamanque. Ce n'est qu'avec l'avènement de la démocratie dans les années 1980 que les Archives nationales de Catalogne ont été officiellement créées par la généralité. Son premier directeur fut Casimir Martí i Martí (1980-1991), et de 1992 jusqu'à nos jours, Josep Maria Sans i Travé occupe ce poste.

## Bâtiment

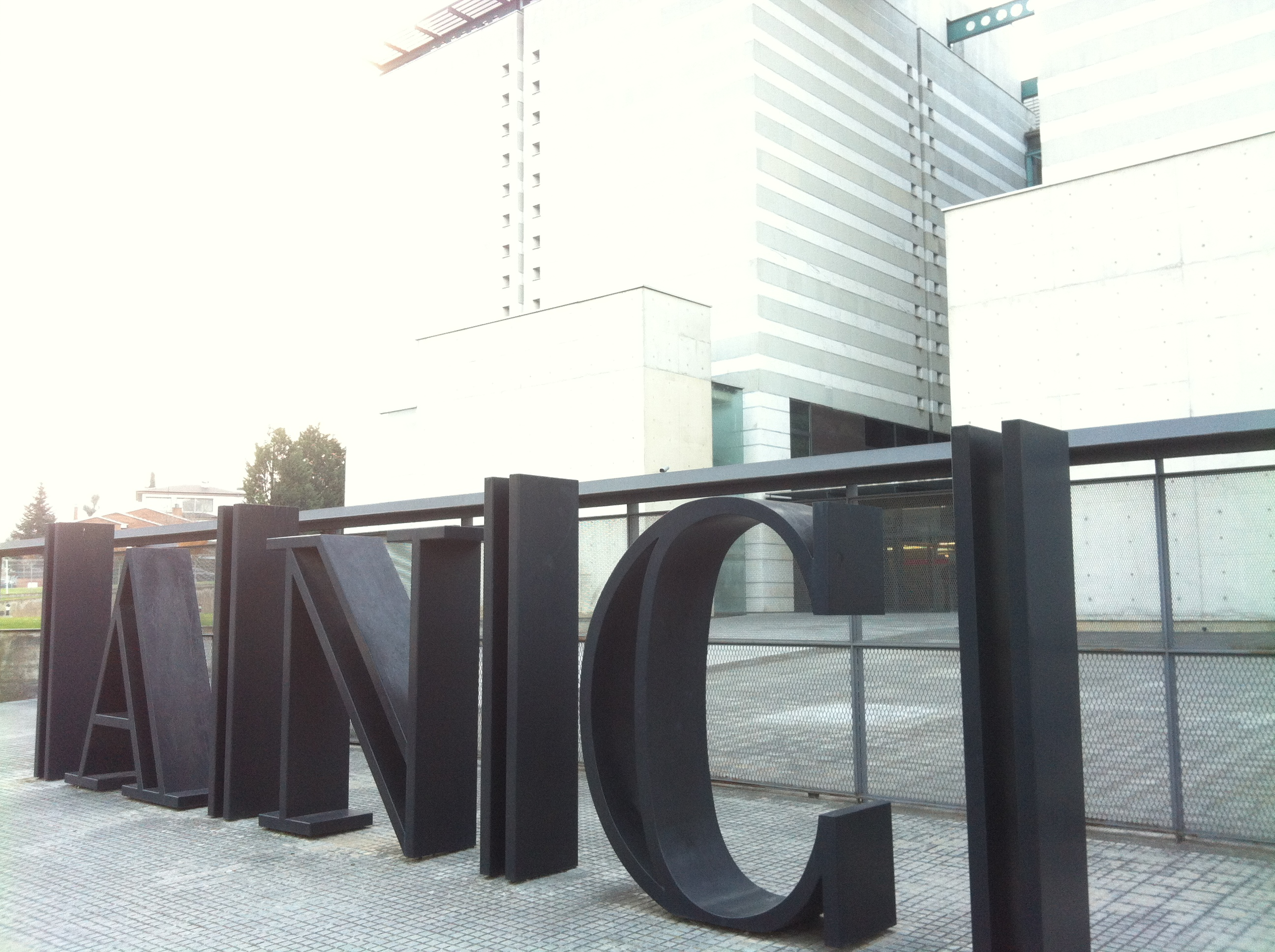
Entrée principale des Archives nationales de la Catalogne

Jusqu'en 1995, l'ANC étaient situées dans l'Eixample de Barcelone, dans un édifice qui a été utilisé comme école et bureau de la rédaction des deux journaux Solidaridad Obrera et Solidaridad Nacional. Malgré la rénovation de la structure, le bâtiment n'était pas adapté pour les besoins d'archivage et un nouveau bâtiment a été construit. La nouvelle et plus grande archive a été inauguré le 23 avril 1995 à Sant Cugat del Vallès, sur une parcelle de 17,700 mètres carrés.
Son architecte, Josep Benedito i Rovira, a conçu un bâtiment fonctionnel divisé en quatre grands blocs reliés par une cour intérieure. La plupart des espaces sont utilisés comme dépôts, d'autres pour les bureaux de l'administration, des laboratoires de conservation et différentes installations. Les Archives nationales de Catalogne sont titulaires de documents de grande valeur, des conditions de sécurité modernes ont été mises en place afin de garantir la conservation des collections.

## Départements
Avec le but de fournir à tous les services concernés, les institutions est organisé en différents pôles :
- Collection administrative, documents relatifs à l'administration catalane, en particulier du XIXe siècle.
- Documentation historique, qui reçoit les enregistrements privés.
- Images, graphiques et de l'audiovisuel qui conserve, restaure et gère les images et les fichiers sonores.
- Reprographie et nouvelles technologies, se soucie de l'exécution des demandes de documents reproduction.
- Laboratoire de restauration, responsable de la conservation et la consolidation des documents.
- Bibliothèque composée d'une bibliothèque annexe et de collections en réserve.
- Service d'éducation et d'Action Culturelle qui prend soin de la transmission et de la diffusion de la culture et de la société à catalane travers des visites guidées, des ateliers, des conférences et des expositions.

## Collections remarquables
Il y a plusieurs notables collections conservées par les Archives Nationales de Catalogne. Notamment :
- Collection de l'administration autonome : documents provenant de la Generalitat de Catalogne à partir de la Seconde République espagnole jusqu'à présent.
- Collection de l'administration locale concernant la communauté de Catalogne, dans le début du XXe siècle.
- Collection de l'administration publique de niveau local : dossiers de l'administration pendant la dictature franquiste.
- Collection de l'administration royale et noble comprend plus de 3.000 procès civil de Catalan Audience Royale du XVIe au XIXe siècle.
- Collection judiciaire formée par les documents de différentes instances judiciaires du XXe siècle.
- Collection institutionnelle collecte la documentation des institutions créées par la généralité de Catalogne et de la République jusqu'à nos jours.
- Collections de registres : 2.507 carnets de courtiers royaux de Barcelone, entre 1780 et 1956.
- Association et Fondation Collections comprend les partenariats avec les associations, les institutions et les syndicats.
- Du patrimoine et de la Famille des Collections : la plupart de ces documents sont connectés à la noblesse et des familles les plus importantes de Catalogne.
- Collections personnelles issues de personnalités des XIXe et XXe siècles, comme par exemple Francesc Macià, Prat de la Riba, Eugeni d'Ors ou Pablo Casals. En outre, la collection comprend des œuvres photographiques de Josep Gaspar, Gabriel Casas, Josep Brangulí ou Frédéric Cuyàs.